# Eschborn-Frankfurt voor beloften 2025
De 21e editie van de wielerwedstrijd Eschborn-Frankfurt voor beloften vond plaats op 1 mei 2025. De 151 deelnemers startten in Eschborn en finishten 129,9 kilometer later in Frankfurt am Main. De wedstrijd maakte deel uit van de UCI Europe Tour, met de categorie 1.2U. Door die categorie was de wedstrijd enkel toegankelijk voor beloften. De Deen Conrad Haugsted won de wedstrijd, voor zijn landgenoot Mads Landbo en de Brit Tomos Pattinson.

## Uitslag
| Plaats  | Naam                  | Ploeg                           | Tijd     |
| ------- | --------------------- | ------------------------------- | -------- |
| Winnaar | Conrad Haugsted       | ColoQuick                       | 3u02'28" |
| 2       | Mads Landbo           | Give Steel-2M                   | z.t.     |
| 3       | Tomos Pattinson       | Visma \| Lease a Bike Dev.      | z.t.     |
| 4       | Lorenzo Conforti      | VF Group-Bardiani CSF-Faizanè   | z.t.     |
| 5       | Alexander Arnt Hansen | Airtox-Carl Ras                 | z.t.     |
| 6       | Gilles Docx           | Wanty-Nippo-ReUz                | z.t.     |
| 7       | Sebastian Putz        | Red Bull-BORA-hansgrohe Rookies | z.t.     |
| 8       | Leon Arenz            | REMBE \| rad-net                | z.t.     |
| 9       | Michiel van Vliet     | Metec-SOLARWATT p/b Mantel      | z.t.     |
| 10      | Elliot Rowe           | Visma \| Lease a Bike Dev.      | z.t.     |
| 11      | Rik van der Wal       | Diftar                          | z.t.     |
| 12      | Mauro Brenner         | Lotto Kern-Haus PSD Bank        | + 3"     |
| 13      | Patryk Goszczurny     | Visma \| Lease a Bike Dev.      | z.t.     |
| 14      | David Paumann         | Oostenrijk                      | z.t.     |
| 15      | Filippo Turconi       | VF Group-Bardiani CSF-Faizanè   | + 6"     |
| 16      | Tore Troelsen         | ColoQuick                       | + 9"     |
| 17      | Matteo Scalco         | VF Group-Bardiani CSF-Faizanè   | + 11"    |
| 18      | Paul Fietzke          | Red Bull-BORA-hansgrohe Rookies | + 15"    |
| 19      | Otto Jølving          | ColoQuick                       | + 21"    |
| 20      | Tobias Svarre         | ColoQuick                       | z.t.     |